# Necro Butcher
Dylan Keith Summers, noto con il ring name Necro Butcher (Morgantown, 13 luglio 1973), è un wrestler statunitense.
È conosciuto soprattutto come lottatore estremo specializzato nell'hardcore wrestling attivo in federazioni quali Beyond Wrestling, Firestormpro, Ring of Honor, Full Impact Pro, IWA-Mid South, Pro Wrestling Guerrilla, Big Japan Pro Wrestling, e Combat Zone Wrestling.
Summers è inoltre noto per la sua apparizione nel film del 2008 The Wrestler. Nel giugno del 2016, dopo un match per la federazione PWS annuncia il suo ritiro dal wrestling, ma il 5 aprile 2019 torna a combattere in occasione dell'evento Joey Janela's Spring Break 3 della Game Changer Wrestling. Da allora, Necro Butcher ha combattuto vari altri match, inclusi due Death match persi in Giappone.

## Personaggio
Mosse finali
- Asiatic Spike (Thumb choke hold)
- Choose Death (Sidewalk slam)

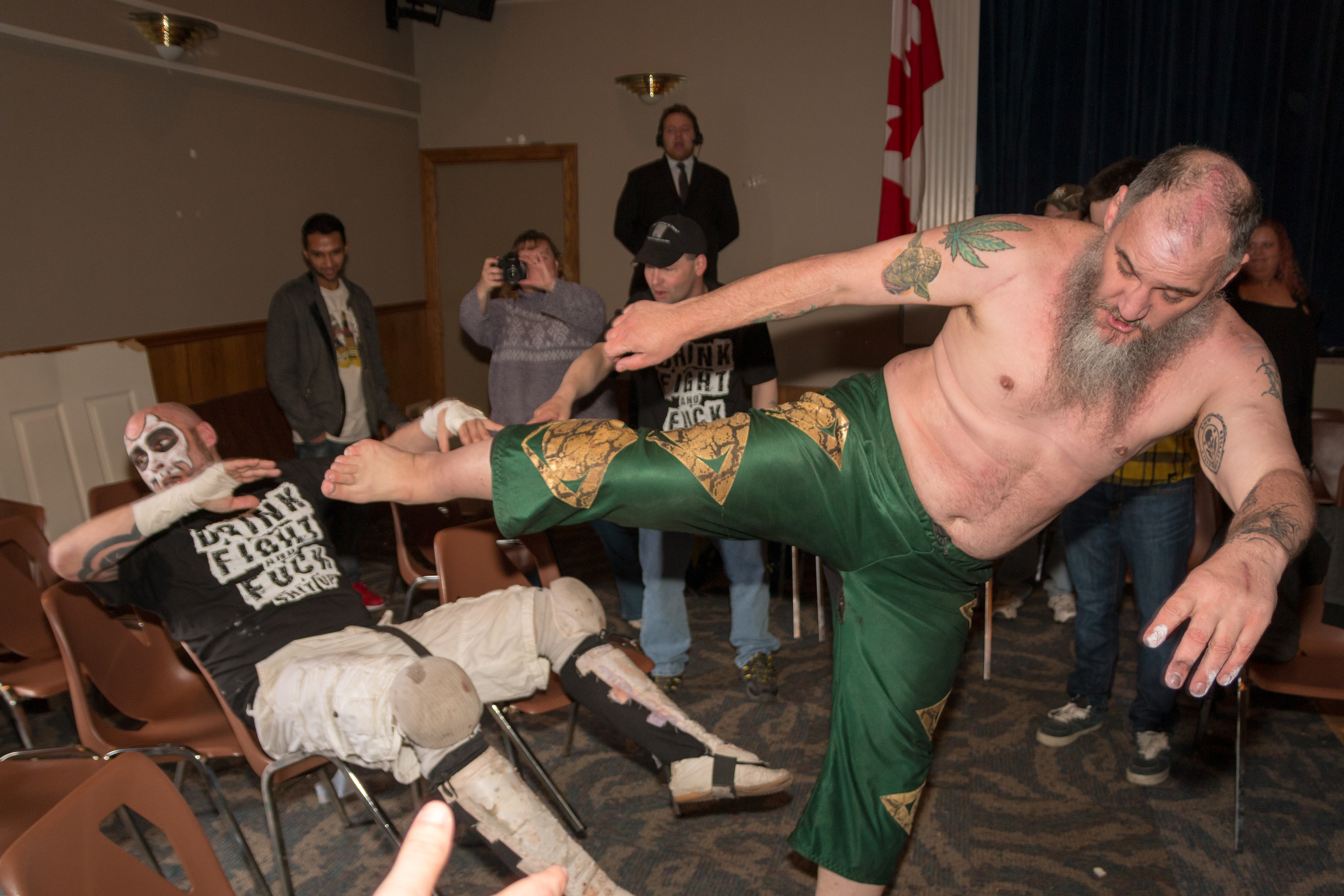
Il superkick di Necro Butcher

- Necro Bomb (Sitout double underhook powerbomb)

Musiche d'entrata
- Hurt di Johnny Cash (JCW)
- The Man Comes Around di Johnny Cash (IWA Mid-South)[4]
- Free Bird dei Lynyrd Skynyrd (CZW)
- I Won't Back Down di Tom Petty (ROH)
- Saturday Night's Alright for Fighting dei Nickelback (FREEDOM)
- Metal Health dei Quiet Riot (Wrecking Ball Wrestling)
- Epic dei Faith No More (ZERO1-MAX)
- Miseria Cantare (The Beginning) dei AFI (come CP Munk)

## Titoli e riconoscimenti
- Capital of Texas Power Wrestling
  - CTPW Tag Team Championship (1)
- Championship Wrestling Association
  - CWA Hardcore Championship (1)
- Combat Zone Wrestling
  - CZW World Tag Team Championship (1) – con Toby Klein[5]
  - CZW Ultraviolent Underground Championship (1)[5]
  - CZW Tournament of Death IV[5]
- Frontier Wrestling Alliance
  - FWA Brass Knuckles Championship (1)
- Independent Wrestling Association Deep-South
  - Carnage Cup (2006)
- Independent Wrestling Association East-Coast
  - IWA East-Coast Heavyweight Championship (1)[6]
  - IWA East-Coast Tag Team Championship (1) - con Mad Man Pondo
- Independent Wrestling Association Mid-South
  - IWA Mid-South Deathmatch Championship (1)
  - King of the Deathmatch (2002)
- Insane Hardcore Wrestling
  - IHW Championship (1)
  - IHW Hardcore Championship (1)
- Insane Wrestling Federation
  - IWF Heavyweight Championship (1)
- Jersey All Pro Wrestling
  - JAPW Tag Team Championship (2) – con Brodie Lee (1) & Nick Gage (1)
- Juggalo Championship Wrestling
  - JCW Heavyweight Championship (1)
  - JCW Tag Team Championship (2) – con Mad Man Pondo
- NWA Southwest
  - NWA Texas Hardcore Championship (4)
- Pro Wrestling All-Stars of Detroit Heavyweight Championship
  - PWASD Heavyweight Championship (1)[7]
- Pro Wrestling Illustrated
  - 190º nella lista dei 500 migliori wrestler nei PWI 500 del 2010[8]
- Texas All-Star Wrestling
  - TASW Heavyweight Championship (1)
  - TASW Brass Knuckles Championship (2)
- Texas Championship Wrestling
  - TCW Hardcore Championship (2)
- westside Xtreme Wrestling
  - wXw Hardcore Championship (1)[9]
- Xtreme Intense Championship Wrestling
  - XICW Xtreme Championship (2)[10]
- Wrecking Ball Wrestling
  - Match of the year - 2009 (vs Dr.Knuckles a Venus, TX )[11]
- Wrestling Observer Newsletter
  - Best Brawler (2008, 2009)[12]